# Marquise de Sinéty
'Marquise de Sinéty' est un cultivar de rosier obtenu en 1906 par le fameux rosiériste lyonnais Joseph Pernet-Ducher. Il rend hommage à une amatrice de roses, propriétaire du château de Courboyer dans l'Orne, et dame patronnesse de la Société française des rosiéristes. 

## Description
Joseph Pernet-Ducher a donné naissance à ses fameuses roses rangées dans la catégorie des Pernetaniae, aujourd'hui classée dans les hybrides de thé, et il s'est lancé dans l'obtention de roses jaunes fort prisées à l'époque. 'Marquise de Sinéty' fait partie de ces roses au coloris très subtil, mélange de jaune et d'orangé et de chamois rosé. Les fleurs sont grandes et pleines (26-40 pétales) en forme de coupe. La floraison est remontante.
Sa zone de rusticité est de 6b à 9b ; il est donc résistant aux hivers froids. 
On peut l'admirer à la roseraie du Val-de-Marne de L'Haÿ-les-Roses.

## Descendance
'Marquise de Sinéty' a donné naissance, par croisement avec 'Lady Hillingdon' (Lowe & Shawyer, 1910), à l'hybride de thé 'Mary Merryweather' (Merryweather, 1925).

## Distinctions
- Médaille d'or de la roseraie de Bagatelle, 1907[5]